# Vòng cung Parry

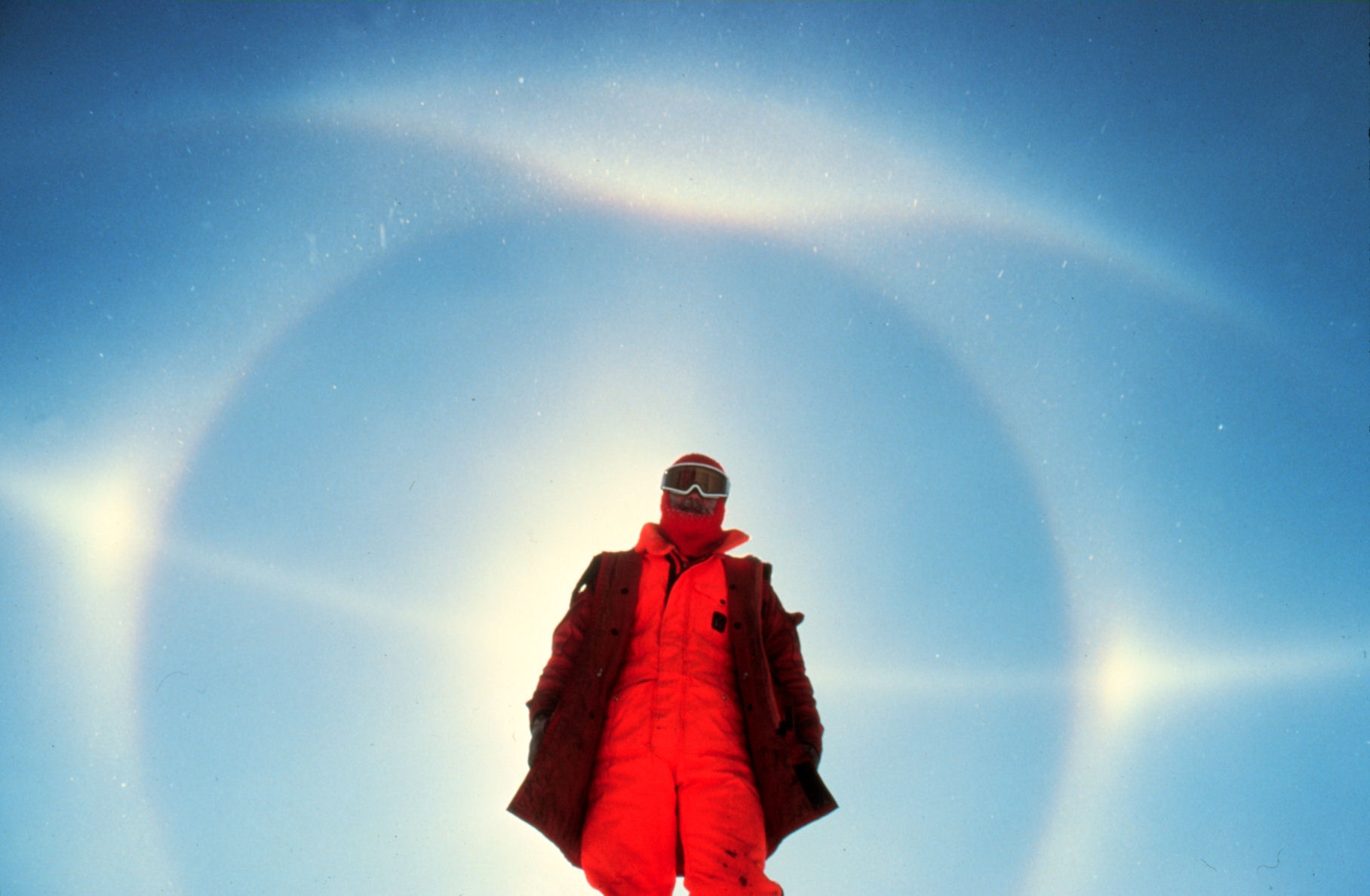
Một bức ảnh hiển thị hào quang được ghi lại bởi Cindy McFee, NOAA, tháng 12 năm 1980 tại Trạm Nam Cực. Một số hiện tượng quầng khác biệt được thể hiện trong bức ảnh: Hai mặt trời giả (điểm sáng), vòng tròn parhelic (đường ngang), hào quang 22° (vòng tròn to), vòng cung tiếp tuyến phía trên và vòng cung Parry (trên cùng).

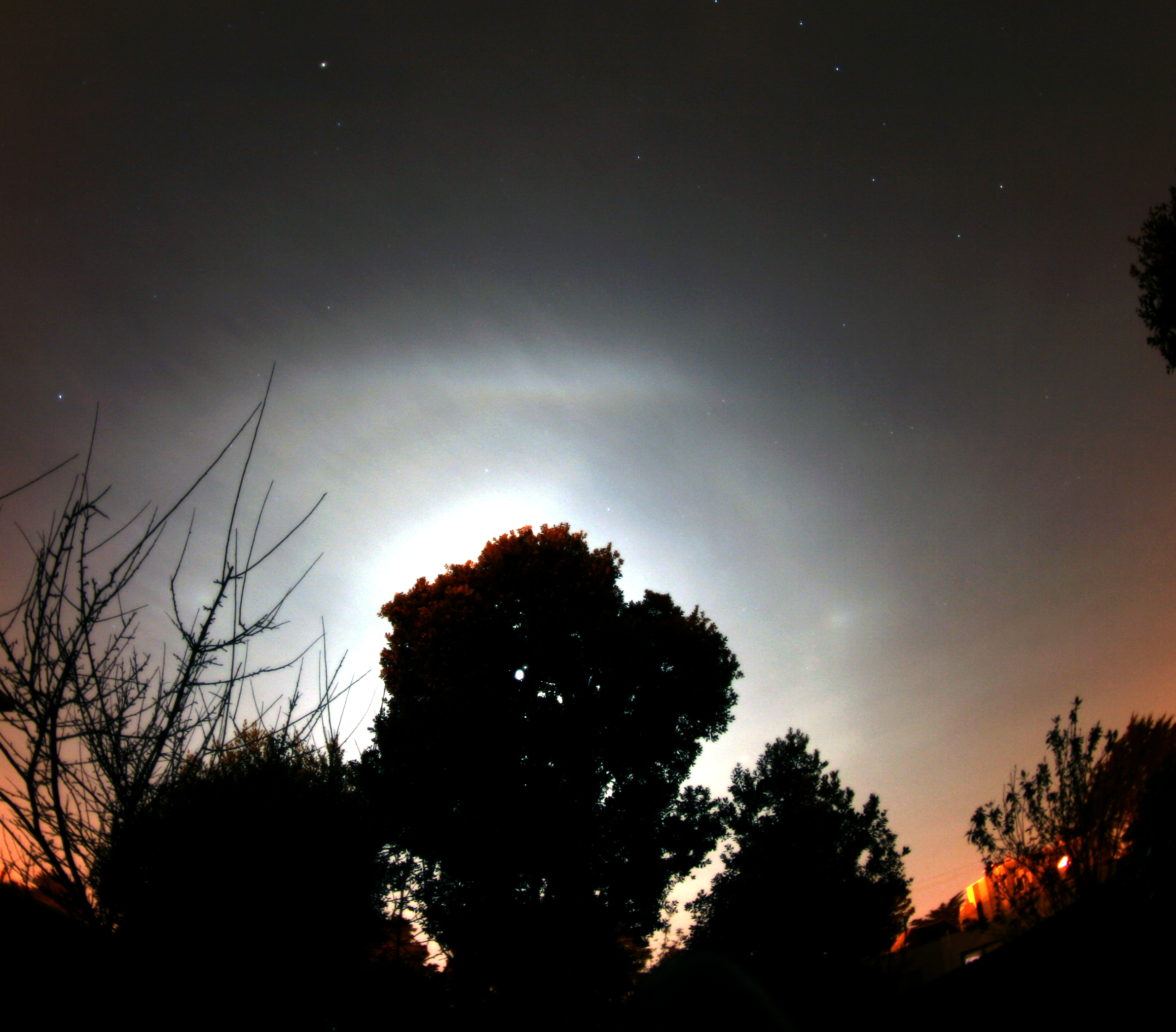
Một hào quang mặt trăng phức tạp. Có thể nhìn thấy: hào quang 22°, cung Parry, vòng cung tiếp tuyến trên và mặt trăng giả.

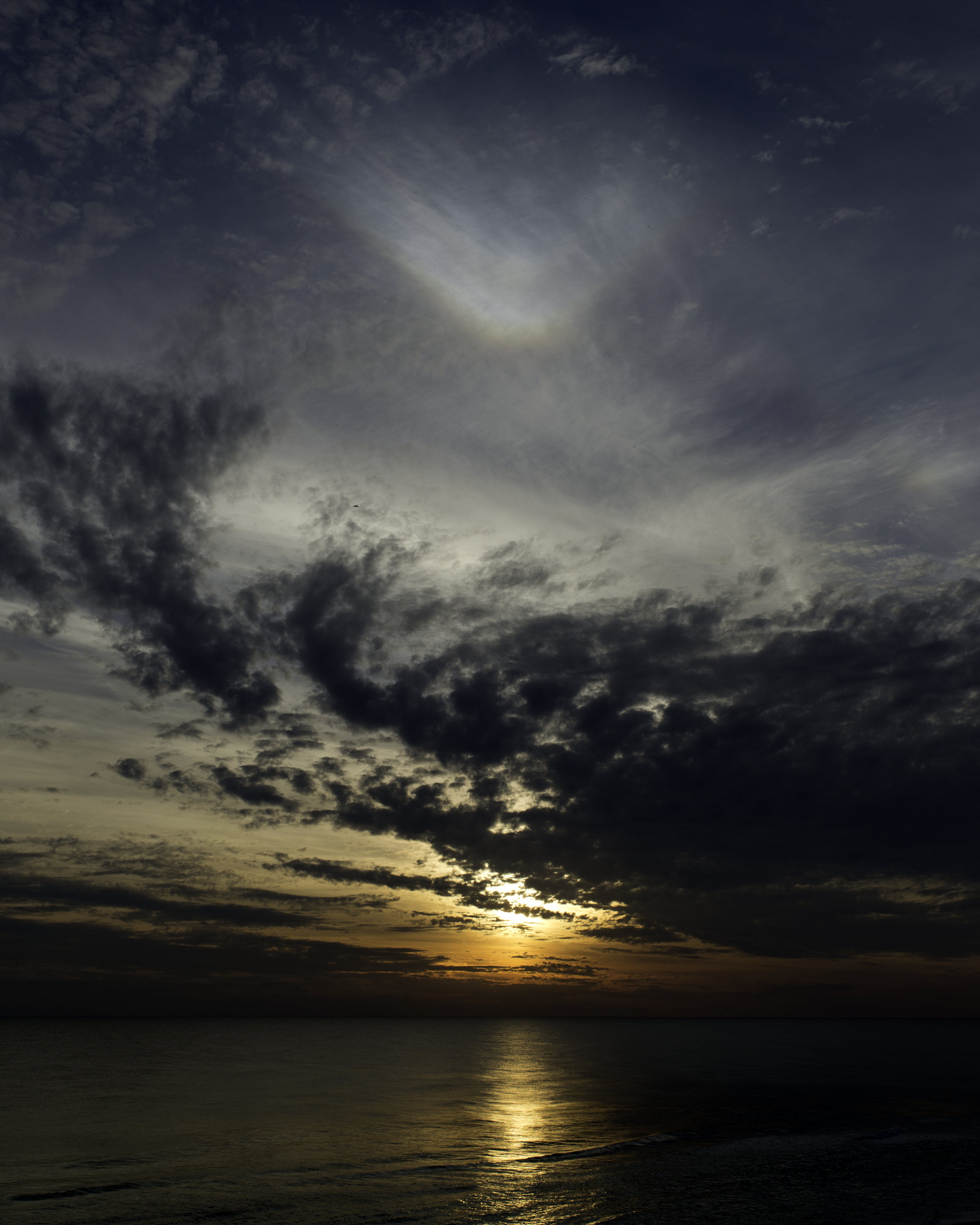
Vòng cung tiếp tuyến trên và vòng cung Parry bên trên Mặt Trời được chụp trên bãi biển Santa Rosa, Florida, vào ngày 24 tháng 11 năm 2015.

Vòng cung Parry là một hào quang hiếm, một hiện tượng quang học đôi khi xuất hiện trên một hào quang 22° cùng với một vòng cung tiếp tuyến phía trên.

## Khám phá
Hào quang này được mô tả lần đầu tiên bởi Sir William Edward Parry (1790-1855) vào năm 1820 trong một chuyến thám hiểm Bắc Cực của ông để tìm kiếm Đoạn đường hành lang Tây Bắc. Vào ngày 8 tháng 4, dưới điều kiện khắc nghiệt trong khi hai con tàu của ông ta bị mắc kẹt bởi băng buộc ông phải trú đông tại đảo Melville ở Quần đảo Bắc Cực thuộc Canada, ông ta đã vẽ một bức tranh về hiện tượng này. Bản vẽ tái hiện chính xác vòng tròn parhelic, hào quang, cặp mặt trời giả, vòng cung tiếp tuyến dưới, hào quang 46° và vòng cung tròn thiên đỉnh. Tuy nhiên, ông đã vẽ vòng cung tiếp tuyến trên hơi sai. Mặt khác, ông đã vẽ thêm hai vòng cung kéo dài về phía sau từ các hào quang 46°, từ lâu chúng được hiểu là hai vòng cung bên dưới bị vẽ sai, nhưng cũng có thể là hai vòng cung mặt trời phụ được vẽ đúng (bởi hai hiện tượng này đều được gây ra bởi cùng một sự định hướng tinh thể nhưng chỉ khác ở chỗ ánh sáng truyền qua các mặt khác nhau của các tinh thể).

## Sự hình thành
Các cung Parry được tạo ra bởi các tinh thể cột lăng trụ lục giác nằm theo hai hướng, gọi là hướng Parry, trong đó cả trục chính trung tâm của lăng trụ và các mặt đáy trên dưới của lăng trụ đều được định hướng theo phương nằm ngang. Định hướng này là nguyên nhân của một số loại hào quang hiếm. Vòng cung Parry là kết quả của ánh sáng đi qua hai mặt bên tạo thành một góc 60°. Hình dạng của vòng cung Parry thay đổi theo độ cao của Mặt Trời. Tùy vào vị trí trên hay dưới và sự định hướng so với Mặt Trời, có thể phân biệt vòng cung Parry bên trên (lồi) hay bên dưới (lõm).
Cơ chế mà tinh thể cột nằm theo định hướng Parry đặc biệt này vẫn còn là một vấn đề được suy đoán – các thí nghiệm gần đây đã chỉ ra rằng nguyên nhân có thể do sự hiện diện của các tinh thể với thiết diện hình lục giác không đều cạnh.
Vòng cung Parry có thể bị nhầm lẫn với vòng cung tiếp tuyến phía trên, vòng cung Lowitz và bất kỳ hào quang bán kính góc lẻ nào được tạo ra bởi các tinh thể hình chóp.